# Weiß (Biessenhofen)
Weiß ist ein Ortsteil der oberschwäbischen Gemeinde Biessenhofen im Landkreis Ostallgäu in Bayern. Die Einöde liegt zweieinhalb Kilometer südlich von Altdorf an der alten Straße zwischen Marktoberdorf und Kaufbeuren. Früher wurde der Weiler auch „Hart“ genannt.

## Geschichte
Die Ursprünge des Weilers liegen in einer Verlegung des damaligen Hauses Altdorf Nr. 20 in der Zeit der Vereinödung während der Hungerjahre um 1811. Nördlich des Ortes in der Flur Heidenstrangen sind alte Hochäcker erkennbar, die in Ost-West-Ausrichtung den Hang entlang laufen. Als Ursprung des Siedlungsnamens wird ein Familienname vermutet; Hart ist ein im Allgäu gängiger Flurname.